# Dömös
Dömös é um município da Hungria, situado no condado de Komárom-Esztergom. Tem 23,99 km² de área e sua população em 2015 foi estimada em 1.116 habitantes.